# 107 v.Chr.
107 v.Chr. is een jaartal volgens de christelijke jaartelling.

## Gebeurtenissen

### Italië
- Gaius Marius en Lucius Cassius Longinus zijn consul in het Imperium Romanum.
- De Senaat benoemt Gaius Marius, een militair veteraan en voorman van de populares, tot opperbevelhebber van het Romeinse leger in Numidië.

### Syrië
- Antiochus IX Cyzicenus komt Samaria te hulp en valt Judea binnen. Hij wordt echter verslagen door Aristobulus I, een zoon van Johannes Hyrkanus.

### Egypte
- Ptolemaeus IX Soter wordt door zijn moeder Cleopatra III afgezet en vlucht naar Cyprus. Hij stuurt een Egyptisch expeditieleger (6.000 man) naar Syrië.
- Ptolemaeus X Alexander (107 - 88 v.Chr.) volgt zijn broer Ptolemaeus IX op als tiende farao van de Ptolemaeën.

### Numidië
- Gaius Marius komt aan in Noord-Afrika om de oorlog tegen Jugurtha te leiden, hij wordt vergezeld door Lucius Cornelius Sulla.

### Palestina
- Johannes Hyrkanus verovert Samaria en verjaagt het Egyptisch-Seleucidische leger, de vestingstad wordt door de Joden verwoest.

### Europa
- In Gallië worden de Romeinen bij Agen aan de rivier de Garonne, verslagen door de Helvetische stam de Tigurini.

## Geboren
- Decimus Junius Silanus (~107 v.Chr. - ~60 v.Chr.), Romeins consul en staatsman
- Servilia Caepionis (~107 v.Chr. - ~42 v.Chr.), minnares van Gaius Julius Caesar

## Overleden
- Lucius Calpurnius Piso Caesoninus, Romeins consul en veldheer